# 日本配線システム工業会
一般社団法人日本配線システム工業会 （にほんはいせんシステムこうぎょうかい）は、配線器具に関する調査や研究、規格の立案などを行うことを主たる業務とする会員による業界団体。その略称は、工業会の英文名である Japan Electrical Wiring Devices and Equipment Industries Associationの頭文字をとりJEWAである。

## 沿革
- 1954年 日本配線器具工業会創立。
- 1958年 配線器具規格のJIS格上げに際し、差込接続器等の規格案を工業技術院に答申。
- 1975年 住宅用分電盤認定制度を開始。
- 1976年 関東地方、関西地方、東海地方の各工業会を統合。
- 1981年 工業技術院からJIS規格原案作成の受託。
- 1993年 社団法人日本配線器具工業会設立。
- 2013年 一般社団法人化に伴い、「一般社団法人　日本配線システム工業会」と改称。

## 各委員会
- 環境・流通対策委員会
- 住宅盤専門委員会
- 普及・啓蒙委員会

## 歴代の部会
- カバー付ナイフスイッチ専門部会
- 金属箱開閉器専門部会
- 開閉器専門部会 (上記二専門部会を再編し新設)
- 信号器具専門部会
- ホームパネル専門部会
- コード付専門部会